# Cassowary Coast Region
Cassowary Coast Region är en kommun i Australien. Den ligger i delstaten Queensland, omkring 1 300 kilometer nordväst om delstatshuvudstaden Brisbane. Antalet invånare var 28 726 vid folkräkningen 2016.
Följande samhällen finns i Cassowary Coast:
- Innisfail
- Cardwell
- South Johnstone
- Tully
- Silkwood